# Sonja Åkesson
Sonja Åkesson (Buttle, Isla de Gotland, 19 de abril de 1926 - Estocolmo, 5 de mayo de 1977) fue una escritora y poeta sueca, especialmente reconocida en el ámbito del nuevo feminismo.

## Biografía
En 1951 se trasladó en Estocolmo, donde descubrió su vocación por la escritura. En 1957 publicó su primer libro de poemas, Situationer (Situaciones), pero su verdadera irrupción en el panorama literario no llegaría hasta 1963, con su obra Husfrid, publicado en inglés bajo el título Domestic Peace. En esta obra apareció por primera vez su poema más famoso, "Äktenskapsfrågan" (La cuestión matrimonial), en el que se compara el matrimonio con la esclavitud. También es conocido como “vara vit mans slav” (ser esclava de Hombre Blanco) frase que se repite varias veces a lo largo del poema. La obra de Åkesson tuvo muy buena acogida en el movimiento feminista de la época y ha sido citada recurrentemente.
Su estilo se caracteriza por el tratamiento de la desigualdad en la vida diaria y los asuntos de orden cotidiano. Perteneció a la nueva escuela de poesía llamada “la nueva simplicidad”.
Su poema "Autobiografía" es una respuesta línea por línea al del poeta de la generación Beat Lawrence Ferlinghetti, en la que Åkesson describe su vida cuestionando temas de género, de clase, y del propio mundo del arte. En Jar bor i Sverige (Vivo en Suecia) rompe con las convenciones lingüísticas, en Sagam om Siv (La Saga de Siv) escribe haikus y utiliza el collage en Pris (Precio). Sus técnicas innovadoras se convirtieron en un distintivo tanto de su poesía como de su prosa.
Después de tres matrimonios, el último con el también poeta Jarl Hammarberg, y cinco hijos, se trasladó en los setenta a Halmstad, aquejada de problemas psiquiátricos. Falleció en 1977 de cáncer de hígado.

## Obra

### Poesía
- Situationer (1957)
- Glasveranda (1959)
- Husfrid (1963)
- Jar bor i Sverige (1966)
- Pris (1968)
- Sagan om Siv (1974)

' 'Hästens öga (1977)

### Prosa
- Skvallerspegel (1960)
- Leva livet (1961)
- Efter balen (1962)
- Hå! Vi är på väg (Hörspiel) (1968)
- Kändis (Hörspiel) (1969)
- Mamman och pappan som gjorde arbetsbyte (Kinderbuch) (1970)
- Höst side story (Musicaltext) (1970)
- Sagan om Siv (Fernsehfilm-Manuskript, SVT) (1974)
- En tid att avliva (prosa) (1978)

### Obra publicada en español
- Bor i Sverige (Vivo en Suecia, Ed. Vaso Roto, 2015)[4]